# بوقيات ضارية
بوقيات ضارية أو زوحنية أو خنافس ذو مربعات أو خنافس شطرنجية أو الخنافس ذات المربعات الملونة أو رقعة الشطرنج أو خنافس العظام أو فصيلة كليريدي (الاسم العلمي Cleridae)، هي فصيلة حشرات من الخنافس لها توزيع عالمي. لديها أنماط حياتية عديدة وعادات غذائية. معظم الأجناس مفترسة وتتغذى على الخنافس واليرقات الأخرى. لكن هناك أجناس أخرى قمامة أو مغذيات اللقاح.